# Machimosaurus
Machimosaurus ist eine Gattung von ausgestorbenen Meereskrokodilen aus dem Mesozoikum, die aus Europa und Nordafrika bekannt ist. Zu dieser Zeit lag der Meeresspiegel sehr viel höher als heute und Europa bestand aus vielen Inseln und Inselgruppen. Dazwischen erstreckte sich ein riesiges Flachmeer.
Machimosaurus ist in vielen Teilen Europas vor allem durch Zahnfunde bekannt, beispielsweise in England, Nordwestdeutschland, Pommern, Frankreich, Portugal und der Schweiz. Zudem lasse diverse Funde eine Rekonstruktion des Schädels zu. Sonstige Skelettelemente sind nur fragmentarisch bekannt.
Zu der Gattung gehörten einige der größten krokodilartigen Reptilien, die je gelebt haben. Ausgewachsene Vertreter der Art Machimosaurus rex erreichten vermutlich Längen von bis zu 10 m. Die Schnauzenform von Machimosaurus erinnert zwar an ein gavialartiges Krokodil, ist aber viel massiver gebaut, genauso wie die Zähne, die extrem breit und ebenfalls massiv erscheinen. Wie auch bei Steneosaurus, einem weiteren Meereskrokodil dieser Zeit, sind die Zähne im Kiefer unterschiedlich. Die Fangzähne der Schnauzenspitze sind lang, schmal und spitz, während hingegen alle anderen kegelförmig und stumpf ausgebildet sind. Ganz typisch ist die durch Längsstreifen zerfurchte Oberfläche.
Machimosaurus suchte auch die offene See auf und war auf hartschalige Beute spezialisiert, wie zum Beispiel die großen Meeresschildkröten jener Zeit. Dies belegen Funde von Machimosaurus zusammen mit Panzerplatten von Meeresschildkröten. Mit seinen kegelförmigen Zähnen konnte er problemlos die Schildkrötenpanzer knacken. Viele der gefundenen Panzer oder Panzerreste zeigen daher Bissverletzungen. Einige Schildkröten waren nach einem Angriff mit ihrem Leben davongekommen. Dies belegen Bissverletzungen, die teilweise wieder verheilten. Machimosaurus wird aber auch die großen Ammoniten und Fische des Oberen Jura nicht verschmäht haben.
Der Gattungsnamen Machimosaurus bedeutet „streitbare Echse“, abgeleitet von griechisch „μα´χιμoι“ = ‚streitbar‘ und der latinisierten Form Saurus für griechisch σαυρος ‚Echse‘.

## Arten

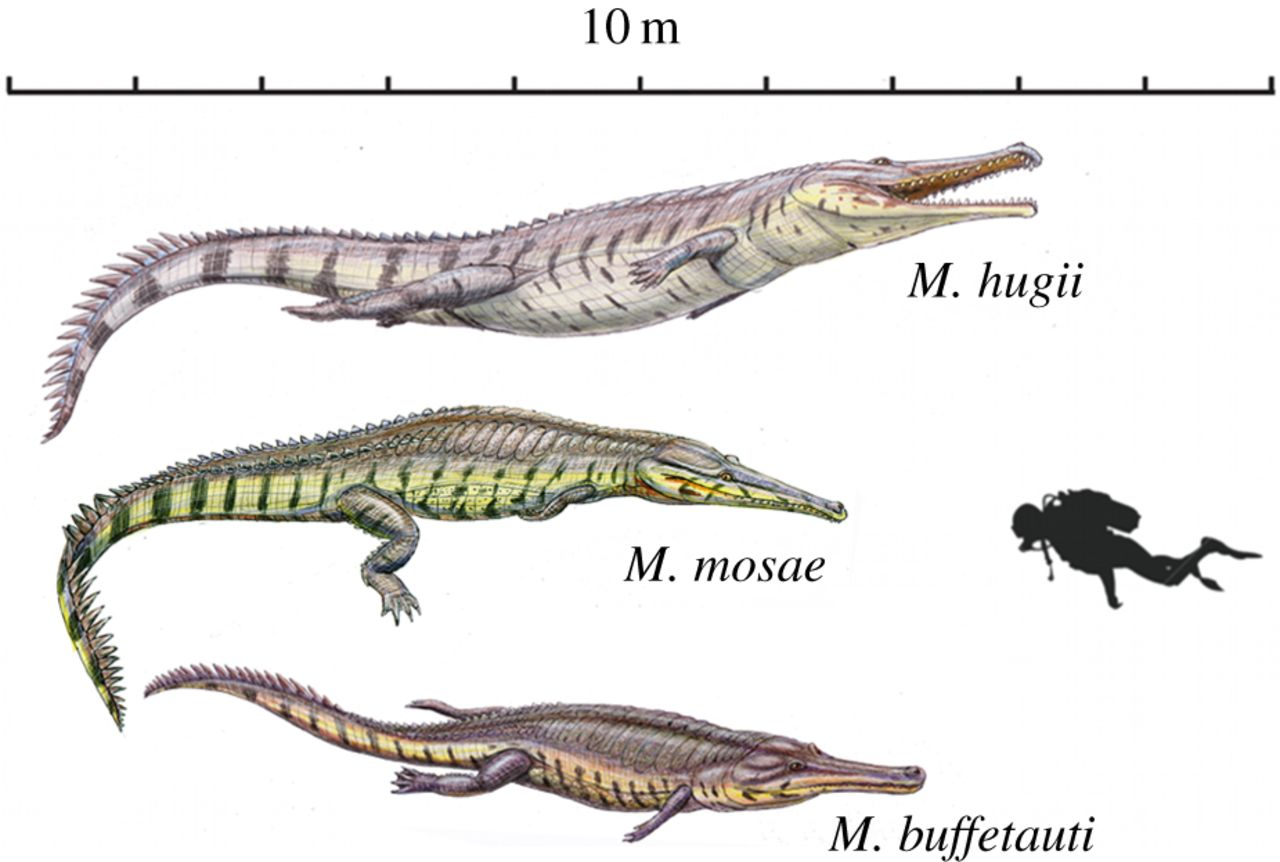
M. hugii, M. mosae, M. buffetauti

- Machimosaurus hugii von Meyer, 1837 (Typusart)
- Machimosaurus buffetauti Young et al., 2014
- Machimosaurus mosae Sauvage & Liénard, 1879
- Machimosaurus nowackianus (von Huene, 1938)
- Machimosaurus rex Fanti et al., 2016[1]